# David McAllister
David James McAllister (ur. 12 stycznia 1971 w Berlinie) – niemiecki polityk, działacz Unii Chrześcijańsko-Demokratycznej, w latach 2010–2013 premier Dolnej Saksonii, poseł do Parlamentu Europejskiego VIII, IX i X kadencji.

## Życiorys
David McAllister urodził się w Berlinie Zachodnim jako syn niemieckiej matki i szkockiego ojca. Jest żonaty z Dunją McAllister, ma dwie córki (Jamie Elizabeth i Mię Louise).
Początkowo uczył się w szkołach w Berlinie, w tym w Berlin British School. W 1982 jego rodzina przeniosła się do Dolnej Saksonii, osiedlając się w miejscowości Bad Bederkesa. W 1989 zdał egzamin maturalny, po czym przez dwa lata służył jako żołnierz w Bundeswehrze. W 1996 ukończył studia prawnicze na Uniwersytecie w Hanowerze, będąc stypendystą Fundacji Konrada Adenauera. W 1996 i w 1998 zdawał państwowe egzaminy prawnicze I i II stopnia, uzyskując uprawnienia zawodowe.
W 1998 wstąpił do CDU, działając wcześniej w jej organizacji młodzieżowej Junge Union, kierując jej strukturami powiatowymi w Cuxhaven. W latach 1996–2002 zasiadał w radzie miejskiej Bad Bederkesa, od 2001 pełniąc funkcję burmistrza. W latach 1996–2010 był radnym powiatowym. Od 1998 wybierany do landtagu Dolnej Saksonii. Awansował jednocześnie w strukturze partyjnej, będąc m.in. przewodniczącym klubu poselskiego w parlamencie regionalnym (2003–2010). W 2008 stanął na czele CDU w kraju związkowym.
1 lipca 2010 objął urząd premiera Dolnej Saksonii, zastępując Christiana Wulffa, który został prezydentem Niemiec. W wyborach w 2013 koalicja chadeków i liberałów nie utrzymała większości w landtagu. 19 lutego 2013 nowym premierem został socjaldemokrata Stephan Weil.
W 2014 został głównym kandydatem chadeków w wyborach europejskich, uzyskując w nich mandat eurodeputowanego VIII kadencji. Z powodzeniem ubiegał się o reelekcję w 2019 i 2024.